# Michail Israilewitsch Waiman
Michail Israilewitsch Waiman (russisch Михаил Израилевич Вайман, englisch Mikhail Vaiman; * 3. Dezember 1926 in Nowyj Buh; † 28. November 1977 in Leningrad) war ein sowjetischer Geiger, Dirigent und Hochschullehrer.

## Leben
Michail Waiman wurde in der Stadt Nowyj Buh, Ukraine, geboren. Sein Vater, der Geiger und Dirigent Israel Waiman, unterrichtete an der Musikschule von Odessa. Er starb 1942 während des Zweiten Weltkrieges als Soldat an der Front. Michail Waiman erhielt ersten Musikunterricht bei seinem Vater. Von 1935 bis 1941 wurde er in Odessa an der Musikschule von Pjotr Stoljarski von Leonid Lembergsky unterrichtet. Während des Krieges lebte die Familie Waiman in Taschkent. Waiman studierte am dorthin evakuierten Leningrader Konservatorium in der Klasse von Julius Eidlin.  Nach der Rückkehr des Konservatorium nach Leningrad setzte er seine Studien dort fort und legte 1949 sein Examen mit Auszeichnung ab.
Waiman unternahm Konzertreisen in der damaligen Sowjetunion sowie unter anderem nach Ungarn, Polen, Rumänien, Bulgarien, die damalige Tschechoslowakei, die DDR und die Bundesrepublik Deutschland, nach Österreich, Belgien, England, USA, Kanada, Spanien, Portugal, Dänemark, Finnland, Norwegen, Dänemark, Israel und Japan, darunter Tourneen mit den Leningrader Philharmonikern. Sein Debüt in der Carnegie Hall gab er 1967 mit einem Solo-Recital. Mit den Solisten des Sjællands symfoniorkester (englisch: Copenhagen Philharmonic Orchestra) spielte er in Kammerorchester-Besetzung und konzertierte in Kopenhagen in den Jahren von 1966 bis 1977.
Zu seinem Repertoire zählten Werke des musikalischen Barock, der Klassik, der Romantik bis hin zu Werken zeitgenössischer Komponisten wie Prokofjek, Chatschaturjan, Orest Jewlachow, Viktor Voloshinow, A. Lobovsky, Galina Ustwolskaja, Wadim Salmanow und Boris Arapow.
Neben seiner Konzerttätigkeit lehrte Waiman zunächst als Assistent von Julius Eidlin (1949–1951) danach als außerordentlicher Professor und ab 1966 als Professor für Violine und Bratsche am Leningrader Konservatorium. Außerdem unterrichtete er von 1960 bis 1977 eine Violinklasse beim Internationalen Musikseminar der DDR (IMS) in Weimar. Zu seinen Schülern zählten viele bekannte Solisten und Preisträger internationaler Wettbewerbe, unter anderem Sergei Stadler, Michail Gantwarg, Philippe Hirschhorn, László Koté, Zinovy Vinnikov, Matsuko Usioda, Lev Oskotsky, P. Heikelman und Eberhard Feltz.
Waiman war eng mit dem Geiger Dawid Oistrach befreundet. Waiman starb 1977 überraschend im Alter von 52 Jahren.

## Preise
- 1949: 4. und 5. Preis beim Jan Kubelik Wettbewerb in Prag[3]
- 1950: 2. Preis beim Bach-Wettbewerb in Leipzig[11]
- 1951: 2.  Preis beim Concours Reine Elisabeth[3][12]

## Ehrungen (Auswahl)
- 1957: Verdienter Künstler der RSFSR ausgezeichnet.[3]
- 1967: Plakette Ehrengabe der Stadt Weimar[13]

## Diskografie (Auswahl)
- Mikhail Vaiman, Violin: Volume 1: Werke von J.S. Bach und V. Voloshinov (MEL CD 10 00948); Volume 2: Werke von J.S. Bach, G. Ph. Telemann, A. Vivaldi, J. Haydn (MEL CD 10 00949, 2 CDs); Volume 3: Werke von L. van Beethoven (MEL CD 10 00950); Volume 4: W. A. Mozart, J. Sibelius (MEL CD 10 00951); Volume 5: B. Bartok, P. Sarasate, O. Yevlakhov (MEL CD 10 00952); als komplette Ausgabe MEL CD 10 00947, 6 CDs, alle Cds: Melodya, Moskau, 2005
- Tchaikovsky: Violin Concerto, Symphony No. 4. Mikhail Waiman, Leningrader Philharmoniker, Dirigent: Gennadi Rozhdestvensky (Carlton Classics; 1995)
- Mikhail Waiman plays: Werke von Haydn, Telemann, Vivaldi. Mikhail Waiman, Kammerorchester der Leningrader Philharmonie, Dirigent: Lev Shinder (Мелодия; 1973)
- Mikhail Waimann: Concerts in East Germany 1950-1963. Werke von u. a. J. S. Bach, Mozart, Tschaikowsky, Matschawariani, Bartók, Prokofjew, Vivaldi. 2 CDs (Meloclassic MC2051)[14]